# Steinerkirchen an der Traun
Steinerkirchen an der Traun là một đô thị thuộc huyện Wels-Land thuộc bang Oberösterreich, Áo. Đô thị Steinerkirchen an der Traun có diện tích 33,5 km², dân số thời điểm năm 2006 là 2355 người.
Bản mẫu:Wels-Land